# Abaxinicephora
Abaxinicephora is een geslacht van rechtvleugeligen uit de familie sabelsprinkhanen (Tettigoniidae). De wetenschappelijke naam van dit geslacht is voor het eerst geldig gepubliceerd in 2005 door Gorochov & Kang.

## Soorten
Het geslacht Abaxinicephora is monotypisch en omvat slechts de volgende soort:
- Abaxinicephora excellens Gorochov & Kang, 2005